# 懷特黑德鎮區 (北卡羅萊納州亞利加尼縣)
懷特黑德鎮區（英語：Whitehead Township）是位於美國北卡羅萊納州亞利加尼縣的一個鎮區。

## 地方資料
懷特黑德鎮區的面積為62.10平方千米，皆為陸地。根據2020年美國人口普查的數據，當地共有人口1019人，而人口密度為每平方千米16.41人。